# En våldsam kärlek
En våldsam kärlek är en svensk dokumentärserie som hade premiär på SVT Play och SVT1 den 29 september 2020. Serien som är producerad av Jarowskij består av sex avsnitt.

## Handling
Serien följer fyra av de tusentals kvinnor som drabbats av våld i nära relationer. Varför är det så få som anmäler sina partners? Varför är skulden och skammen så stor?